# I'm Going to Tell You a Secret
I'm Going to Tell You a Secret är en närgående dokumentärfilm om och med Madonna, regisserad av Jonas Åkerlund, samt ett musikalbum med samma namn. Albumet innehåller Live-låtar från turnén The Re-Invention Tour samt demoversionen av sången "I Love New York".

## Låtlista (Albumet)
1. The Beast Within
2. Vogue
3. Nobody Knows Me
4. American Life
5. Hollywood (Remix)
6. Die Another Day
7. Lamentt
8. Like a Prayer
9. Mother and Father
10. Imagine
11. Susan MacLEOD / Into The Groove
12. Music
13. Holiday
14. I Love New York